# Tízes számrendszer
A tízes számrendszer vagy decimális számrendszer a számok ábrázolásának legelterjedtebb módja. Helyi értékes számrendszer, számjegyei a 0, 1, 2, 3, 4, 5, 6, 7, 8, 9, helyi értékei a tíz hatványai. A nem egész számok tizedestört formájában ábrázolhatóak benne. Az arab számírásos számrendszerek közül szinte az egész világon ezt használják.

## Leírása
Tízes számrendszerbeli ábrázolásban az egyes számjegyek azt jelölik, hogy a tíz különböző hatványi milyen 0 és 9 közötti együtthatókkal megszorozva adják összegül a számot. Így tehát az {\displaystyle {\overline {x_{n}x_{n-1}\ldots x_{2}x_{1}x_{0}}}} ábrázolás az {\displaystyle \sum _{k=0}^{n}x_{i}10^{i}} számot jelöli. Az n szám tízes számrendszerbeli alakjában az i-edik helyi értéken {\displaystyle (n/10^{i})\mod 10} fog állni (a perjel maradékos osztást jelöl).

### Oszthatósági szabályok
A tíz osztói a kettő és az öt, így ezek hatványaira adható a legegyszerűbb oszthatósági szabály: {\displaystyle 2^{n}} illetve {\displaystyle 5^{n}} akkor oszt egy számot, ha az utolsó n jegyéből képzett számot osztja. Speciálisan, a páros számok utolsó számjegye 0, 2, 4, 6 vagy 8, az öttel oszthatóké pedig 0 vagy 5.
A három osztója 10-1-nek, így rá is egyszerű oszthatósági szabály adható: egy szám pontosan akkor osztható hárommal, ha a számjegyeinek összege osztható vele. Ugyanez a kilenccel való oszthatóságra is vonatkozó szabály.

### Tizedes törtek
A racionális és valós számokat tizedes törtként fejezhetjük ki: az összegben a tíz negatív kitevőjű hatványait is felhasználjuk. Hasonlóan más helyi értékes számrendszerekhez, minden számnak van egy végtelen tizedestört felírása, és azoknak a racionális számoknak, amiknek a nevezőjében egyszerűsítés után csak kettővel és öttel osztható szám szerepel, van egy véges tizedestört felírásuk is.

## Eredete
A tíz kezdettől fogva kiemelt jelentőségű volt a legtöbb számrendszerben, alighanem azért, mert az embernek tíz ujja van. (Számos nyelvben a számjegy és az ujj vagy ujjperc ma is ugyanaz a szó: ilyen például az angol digit, innen ered a számjegy angol neve és a digitális kifejezés). Jelenlegi tudásunk szerint első előfutára Elámban, a mai Irán területén jelent meg az i. e. 4. évezredben. Kezdetleges tízes számrendszert használtak az i. e. 2. évezredtől Egyiptomban és az indus-völgyi civilizációban, és az i. e. 1. évezredtől Kínában.
A helyi értékes elv indiai kialakulására a babiloni 60-as és a kínai 10-es alapú rendszerek lehettek hatással. A baktriai görögök a babiloniaktól csupán a 60-as alapú törteket vették át, önmagában ez az ismeret nem inspirálhatta az indiaiakat egy 10-es alapú helyi értékes rendszer kifejlesztésére. Ezzel szemben Kína már a Han dinasztia idején (kb. i. e. 2. sz. – i. sz. 3. sz. között) használta saját számláló rúdjait, melyekkel 10-es alapon, helyi értékes elven, az 1...9 számjegyek alkalmazásával képesek voltak pozitív és negatív számokkal dolgozni. A kínai rendszernek a helyi érték indiai kialakulására még ha lehetett is hatása, a nulla helyi értékes – ezzel együtt a teljes 10 számjegyes rendszer – alkalmazása egyértelműen indiai eredetű (Kínában ugyanis indiai átvétel nyomán, az i. sz. 8. században jelent meg).
A nullát is tartalmazó decimális helyi értékes rendszer legkésőbb az i. sz. 5. században jelent meg Indiában . A rendszer globális továbbterjedése az i. sz. 7. századra már az Indiától távoli, Délkelet-Ázsiai régiók kőfeliratain is nyomon követhető. A világ az indiai forrásokból származó, arab közvetítéssel elterjedt hindu-arab számjegyeket a közvetítők után többnyire arab számokként ismeri. A tizedestörtek az első évezred végén, az araboknál fordulnak elő legkorábban.

## A tízes számrendszer a nyelvben
Kevés olyan nyelv van, amely tisztán a tízes számrendszer logikáját követi, azaz a 11-et „tíz-egy” vagy a 23-at „kettő-tíz-három” formában nevezi meg. Ilyen a vietnámi, egyes kínai nyelvek, a japán, a koreai, a thai, és egyes inka nyelvek.
A magyar nyelvben a 10-es számrendszer logikája alól a 10 és 20 között nincs kivétel, a 11-et például úgy fejezzük ki, hogy „(a) tízen egy” = tizenegy. A magyar számoknál sosem fordul elő az indoeurópai nyelvekben tapasztalható jelenség sem, hogy az egyes helyi érték megelőzi a tízest, mint például a németben (dreiundzwanzig „három és húsz”= 23). Egyébként ez a jelenség nem fordul elő az uráli nyelvcsalád egyetlen nyelvében sem.
Egyes pszichológusok szerint a gyerekek annál nehezebben tanulnak meg számolni, minél szabálytalanabb a számok neve az adott nyelven.

## A tízes számrendszer szorzótáblája
| 1  | 2  | 3  | 4  | 5  | 6  | 7  | 8  | 9  | 10  |
| -- | -- | -- | -- | -- | -- | -- | -- | -- | --- |
| 2  | 4  | 6  | 8  | 10 | 12 | 14 | 16 | 18 | 20  |
| 3  | 6  | 9  | 12 | 15 | 18 | 21 | 24 | 27 | 30  |
| 4  | 8  | 12 | 16 | 20 | 24 | 28 | 32 | 36 | 40  |
| 5  | 10 | 15 | 20 | 25 | 30 | 35 | 40 | 45 | 50  |
| 6  | 12 | 18 | 24 | 30 | 36 | 42 | 48 | 54 | 60  |
| 7  | 14 | 21 | 28 | 35 | 42 | 49 | 56 | 63 | 70  |
| 8  | 16 | 24 | 32 | 40 | 48 | 56 | 64 | 72 | 80  |
| 9  | 18 | 27 | 36 | 45 | 54 | 63 | 72 | 81 | 90  |
| 10 | 20 | 30 | 40 | 50 | 60 | 70 | 80 | 90 | 100 |